# Atriplex pseudocampanulata
Atriplex pseudocampanulata är en amarantväxtart som beskrevs av Paul Aellen. Atriplex pseudocampanulata ingår i släktet fetmållor, och familjen amarantväxter. Arten förekommer tillfälligt i Sverige, men reproducerar sig inte.